# CH de Tourcoing
Het CH de Tourcoing (Centre Hospitalier de Tourcoing) is een ziekenhuis in de Franse stad Tourcoing. De site ligt in het uiterste noordoosten van de gemeente, tegen de grens met de gemeente Neuville-en-Ferrain en de Belgische gemeente Moeskroen. Het ziekenhuis staat ook bekend onder de naam CH Gustave Dron.

## Geschiedenis
De site was aan het begin van de 20ste eeuw nog een landelijk gebied, buiten de verstedelijking. Rond 1904-1906 lieten de gemeenteraad en burgemeester Gustave Dron hier een sanatorium oprichten, waar de zieken buiten de stad in gezonde lucht zouden kunnen genezen.
Tijdens de Eerste Wereldoorlog werd het sanatorium van 1915 tot 1918 bezet door het Duitse leger en gebruikt als quarantainegebouw voor tyfuspatiënten. Na de oorlog werd er een revalidatiecentrum voor oorlogsinvaliden ingericht. Het sanatorium breidde de volgende jaren uit met meer gebouwen en diensten. In 1938 kreeg het de naam Hôpital Gustave Dron.

## Bereikbaarheid
Vlak bij het ziekenhuis bevindt zich het metrostation CH Dron, genoemd naar het hospitaal. De site bevindt zich een paar kilometer van afrit 18 van de snelweg A22/E17.